# Взаимопонятность
В лингвистике взаимопоня́тность — это взаимосвязь двух различных, но имеющих общие черты языков (например, принадлежащих одной языковой семье), носители которых могут понимать друг друга без серьёзной предварительной подготовки. Степень взаимопонятности иногда выступает в качестве одного из критериев разграничения понятий язык — диалект (см. Проблема «язык или диалект»).
Понятность между языками может быть асимметричной, когда носители языка 1 лучше понимают язык 2, чем носители языка 2 понимают язык 1. Именно тогда, когда понятность относительно симметрична, она считается взаимной. Взаимопонятность существует в разной степени среди похожих или географически близких языков, часто — в контексте диалектного континуума.

## Понятность
Часто для овладения каким-то языком, отличным от родного, необходимо приложить значительные усилия и потратить немало времени. Однако для многих генетически связанных взаимопонятных языков, похожих друг на друга в грамматике, словарном запасе, произношении и других аспектах, характерно сравнительно лёгкое достижение понимания между носителями этих языков. Взаимопонятными, но не связанными генетически могут быть креольские языки или соприкасающиеся географически неродственные языки.
Понятность языка может быть разной для различных групп населения, в зависимости от их словарного запаса, знакомства с другими культурами и темой дискуссии, их психокогнитивных черт, владения родным языком (письменно/устно) и других факторов.

## Взаимно понятные языки или варианты одного языка?
Зачастую два или более идиома, демонстрирующих высокую взаимную понятность, на деле считаются не вариантами одного языка, а отдельными языками, что может быть обусловлено политическими мотивами (например, молдавский и румынский языки). И наоборот, варианты одного языка могут не являться взаимно понятными в силу лексических, грамматических и иных различий. В частности, ломбардский, лигурский, венетский и сицилийский традиционно считаются диалектами итальянского языка, однако на деле коммуникация между монолингвами этих наречий может быть сильно затруднена в виду многочисленных лексико-грамматических и фонетических различий. Похожая картина наблюдается среди некоторых диалектов китайского и немецкого языков, которые развивались изолированно друг от друга или не находились под существенным влиянием центрального диалекта.

## Примеры взаимопонятности языков

### Славянские языки
- Белорусский[1] и русский.
- Хорватский, боснийский, сербский и черногорский (если рассматривать их как отдельные языки, а не диалекты/идиомы одного языка)[2].
- Чешский и словацкий[3].

### Германские языки
- Датский, шведский и норвежский (частичная и асимметричная понятность)[4][5].